# GUITARHYTHM FOREVER Vol.1
『GUITARHYTHM FOREVER Vol.1』（ギタリズム・フォーエヴァー ヴォリューム・ワン）は、日本のミュージシャンである布袋寅泰の初のベストアルバムである。
1995年2月17日に東芝EMI／イーストワールドよりリリースされた。
その後、2000年12月13日にデジタルリマスタリングされ、アストロノーツスターより再リリースされた。

## 解説
1988年～1994年にかけて展開した「GUITARHYTHM」シリーズのベストアルバム。同時発売のVol.2と対になっており、Vol.1にはビート系の曲が収録されている。
ジャケットは、布袋本人がコレクションしているサルバドール・ダリの悪魔のブロンズ像である。
自身2作目のオリコンアルバムチャート1位を獲得。

## 収録曲
| 全編曲: 布袋寅泰。 |                                           |                               |                               |       |
| #                  | タイトル                                  | 作詞                          | 作曲                          | 時間  |
| 1.                 | 「C'MON EVERYBODY」                       | Eddie Cochran・Jerry Capehart | Eddie Cochran・Jerry Capehart | 2:51  |
| 2.                 | 「BEAT EMOTION」                          | 布袋寅泰                      | 布袋寅泰                      | 5:01  |
| 3.                 | 「MERRY-GO-ROUND」                        | 森雪之丞                      | 布袋寅泰                      | 3:40  |
| 4.                 | 「UPSIDE-DOWN」                           | 森雪之丞                      | 布袋寅泰                      | 3:17  |
| 5.                 | 「POISON」                                | 森雪之丞                      | 布袋寅泰                      | 4:23  |
| 6.                 | 「SURRENDER (ALBUM VERSION)」             | 布袋寅泰                      | 布袋寅泰                      | 6:08  |
| 7.                 | 「さよならアンディ・ウォーホル」          | 森永博志・ハービー山口        | 布袋寅泰                      | 4:40  |
| 8.                 | 「SERIOUS?」                              | 布袋寅泰                      | 布袋寅泰                      | 3:51  |
| 9.                 | 「RADIO! RADIO! RADIO! (ALBUM RE-MIX)」   | 布袋寅泰                      | 布袋寅泰                      | 3:58  |
| 10.                | 「SIREN」                                 | 布袋寅泰                      | 布袋寅泰                      | 5:07  |
| 11.                | 「GLORIOUS DAYS」                         | ハービー山口・Lenny Zakatek   | 布袋寅泰                      | 3:21  |
| 12.                | 「DIVING WITH MY CAR (RED ZONE VERSION)」 | 布袋寅泰                      | 布袋寅泰                      | 4:53  |
| 13.                | 「I'M FREE」                              | 布袋寅泰                      | 布袋寅泰                      | 5:33  |
| 合計時間:          | 合計時間:                                 | 合計時間:                     | 合計時間:                     | 56:53 |

### 曲解説
1. C'MON EVERYBODY
1stアルバム『GUITARHYTHM』収録曲で、エディ・コクランのカバー曲。オリジナルにあった「GLORIOUS DAYS」へのブリッジ部分がカットされている。
2. BEAT EMOTION
3rdシングル。
3. MERRY-GO-ROUND
2ndアルバム『GUITARHYTHM II』収録曲。オリジナルにあった冒頭の「幸せの黄色いリボン」がカットされている。
4. UPSIDE-DOWN
3rdアルバム『GUITARHYTHM III』収録曲。
5. POISON
9thシングル。アルバム初収録。
6. SURRENDER (ALBUM VERSION)
7thシングル。4thアルバム『GUITARHYTHM IV』収録のアルバムバージョンでの収録。
7. さよならアンディ・ウォーホル
3rdアルバム『GUITARHYTHM III』収録曲。
8. SERIOUS?
4thアルバム『GUITARHYTHM IV』収録曲。
9. RADIO! RADIO! RADIO! (ALBUM RE-MIX)
3rdシングル「BEAT EMOTION」のカップリング曲。2ndアルバム『GUITARHYTHM II』収録のリミックスバージョンでの収録。
10. SIREN
3rdアルバム『GUITARHYTHM III』収録曲。
11. GLORIOUS DAYS
1stアルバム『GUITARHYTHM』収録曲。
12. DIVING WITH MY CAR (RED ZONE VERSION)
5thシングル「LONELY★WILD」のカップリング曲。3rdアルバム『GUITARHYTHM III』収録のアルバムバージョンでの収録。
13. I'M FREE
3rdアルバム『GUITARHYTHM III』収録曲。

## 参加ミュージシャン
- 布袋寅泰 - ギター（全曲）、ピアノ（3曲目）、キーボード（3曲目）、ベース（5曲目）
- 成田忍 - ギター（6,8,10曲目）、コーラス（10曲目）
- CHRIS SPEDDING - ギター（7,13曲目）
- 椎野恭一 - ドラムス（4,6,7,8,10,13曲目）
- 飯塚徹 - ドラムス（7曲目）
- クマ原田 - ベース（1曲目）
- 浅田孟 - ベース（2,3,4,6,8,9,10,13曲目）
- ホッピー神山 - キーボード（1,11曲目）
- 小森茂生 - キーボード（5,6,8,10,12曲目）
- 藤井丈司 - コンピュータ（1,2,3,5,9,11曲目）
- 梅﨑俊春 - コンピュータ（4,7,12,13曲目）
- ALAIN VAN dE PUTTE - コーラス（7,13曲目）